# Corinne Lagache
Corinne Lagache (* 9. Dezember 1975 in Caen) ist eine ehemalige französische Fußballspielerin.

## Vereinskarriere
Corinne Lagache begann mit dem Vereinsfußball als 10-Jährige in einer gemischten Mannschaft auf der Mittelstürmerposition. Im Lauf ihrer Jugendzeit wechselte sie dann auf die Position der Torfrau. Mit 16 schloss sie sich der neu gegründeten Frauenfußballabteilung der Entente Sportive Cormelles aus der Nachbarschaft ihrer normannischen Geburtsstadt an. Deren erste Frauschaft stieg Mitte der 1990er Jahre in die seinerzeit Championnat National 1 B genannte zweite Division auf. 1997 schloss Lagache sich dem Erstdivisionär ESOF La Roche an, für den sie die folgenden 13 Jahre das Tor hütete. Bereits am Ende ihrer ersten Saison im Oberhaus des französischen Frauenfußballs kam sie auch zu ihrem Debüt im Frauennationalteam Frankreichs (siehe das entsprechende Kapitel weiter unten). Um die Jahrhundertwende gehörte die Elf zu den frankreichweit stärksten und wurde dreimal in Folge (von 1999 bis 2001) Vizemeister. Insbesondere im Sommer 2000 hatte ESOF La Roche den Titelgewinn in der eigenen Hand, als es in der „Meisterrunde“ vor eigenem Publikum zu einem Aufeinandertreffen mit echtem Endspielcharakter gegen Titelverteidiger Toulouse OAC kam, wobei ESOF ein Unentschieden bereits genügt hätte. Darin unterlagen die Frauen um Corinne Lagache dann allerdings deutlich.
Am Ende der Saison 2003/04 musste La Roche hingegen sogar den Gang in die zweite Liga antreten, insbesondere auch aufgrund seiner extrem erfolglosen Angriffsreihe. In einem Spiel gegen den HSC Montpellier stellte der Trainer Corinne Lagache deshalb im Angriff auf, und bereits nach zwei Minuten überwand sie die spätere Nationaltorfrau Céline Deville, steuerte somit zu La Roches lediglich acht Saisontreffern einen selbst bei. Auch ansonsten nahm sie die Rolle als Feldspielerin ernst und kassierte kurz vor der Halbzeitpause eine Gelbe Karte. ESOFs Frauen und damit auch Corinne Lagache kehrten 2005 in die Division 1 zurück und hatten nur ein weiteres Jahr (2008/09) in der Zweitklassigkeit anzutreten, bevor die mittlerweile 34-jährige Torhüterin 2010 ihre Karriere auf diesem hohen Niveau beendete.

### Stationen
- 1992–1997: ES Cormelles
- 1997–2010: ESOF La Roche

## In der Nationalelf
Zwischen Februar 1998 und Oktober 2001 hat Corinne Lagache 27 A-Länderspiele für Frankreich unter Nationaltrainerin Élisabeth Loisel bestritten, die sie zunehmend anstelle von Sandrine Roux als ihre Nummer eins einsetzte. So gehörte Lagache auch bei der Europameisterschaftsendrunde 2001 in Deutschland zum französischen Aufgebot und bestritt alle drei Gruppenspiele der Bleues, für die das Turnier anschließend jedoch vorzeitig beendet war. Gleich im Auftaktmatch gegen Norwegen (Endstand: 0:3) musste sie dabei einen Gegentreffer von ihrer Mannschaftskameradin Emmanuelle Sykora per Kopfball hinnehmen; im weiteren Spielverlauf verhinderte Lagache allerdings mehrfach reaktionsschnell, dass die Niederlage noch höher ausfiel. Bei der zweiten Begegnung gegen Dänemark wehrte sie einen Strafstoß ab, aber auch dies verhinderte die 3:4-Niederlage nicht. Nach dieser EM folgten im Herbst des Jahres noch zwei letzte Länderspiele, ehe Corinne Lagache im Tor der Französinnen von Céline Marty abgelöst wurde.
Während ihrer internationalen Karriere ist sie auch gegen die Nationalmannschaften aus den deutschsprachigen Ländern zum Einsatz gekommen. Dabei traf sie zweimal (1998 und 2001) auf die Schweizerinnen sowie je einmal auf Österreich und Deutschland (beides 1999), wobei ihr Team nur gegen die deutschen Frauen unterlag.

## Palmarès
- Französische Vizemeisterschaft: 1999, 2000, 2001